# Lijst van voetbalinterlands Luxemburg - Rusland
Deze lijst van voetbalinterlands is een overzicht van alle officiële voetbalwedstrijden tussen de nationale teams van Luxemburg en Rusland. De landen speelden tot op heden tien keer tegen elkaar. De eerste ontmoeting, een kwalificatiewedstrijd voor het Wereldkampioenschap voetbal 1994, werd gespeeld in Moskou op 28 oktober 1992. Het laatste duel, een kwalificatiewedstrijd voor het Wereldkampioenschap voetbal 2014, vond plaats op 11 oktober 2013 in Luxemburg.

## Wedstrijden
| №  | Plaats    | Datum            | Competitie           | Wedstrijd           | Uitslag |
| -- | --------- | ---------------- | -------------------- | ------------------- | ------- |
| 1  | Moskou    | 28 oktober 1992  | WK 1994 kwalificatie | Rusland – Luxemburg | 2 – 0   |
| 2  | Luxemburg | 14 april 1993    | WK 1994 kwalificatie | Luxemburg – Rusland | 0 – 4   |
| 3  | Luxemburg | 10 november 1996 | WK 1998 kwalificatie | Luxemburg – Rusland | 0 – 4   |
| 4  | Moskou    | 30 april 1997    | WK 1998 kwalificatie | Rusland – Luxemburg | 3 – 0   |
| 5  | Moskou    | 11 oktober 2000  | WK 2002 kwalificatie | Rusland – Luxemburg | 3 – 0   |
| 6  | Luxemburg | 6 juni 2001      | WK 2002 kwalificatie | Luxemburg – Rusland | 1 – 2   |
| 7  | Luxemburg | 9 oktober 2004   | WK 2006 kwalificatie | Luxemburg – Rusland | 0 – 4   |
| 8  | Moskou    | 8 oktober 2005   | WK 2006 kwalificatie | Rusland – Luxemburg | 5 – 1   |
| 9  | Kazan     | 6 september 2013 | WK 2014 kwalificatie | Rusland – Luxemburg | 4 – 1   |
| 10 | Luxemburg | 11 oktober 2013  | WK 2014 kwalificatie | Luxemburg – Rusland | 0 – 4   |

## Samenvatting
| Competitie      | Totaal gespeeld | Winst Luxemburg | Gelijk | Winst Rusland | Doelsaldo Luxemburg – Rusland |
| --------------- | --------------- | --------------- | ------ | ------------- | ----------------------------- |
| WK-kwalificatie | 10              | 0               | 0      | 10            | 3 − 35                        |
| Totaal          | 10              | 0               | 0      | 10            | 3 − 35                        |

## Details

### Eerste ontmoeting
| Rusland                                | 2 – 0 | Luxemburg |
| Sergej Joeran 5' Dmitri Radtsjenko 24' | goals |           |

### Tweede ontmoeting
| Luxemburg | 0 – 4 | Rusland                                                                     |
|           | goals | 11' Sergei Kiriakov 46' Sergei Kiriakov 58' Igor Shalimov 90' Vasili Kulkov |

### Derde ontmoeting
| Luxemburg | 0 – 4 | Rusland                                                                                  |
|           | goals | 33' Andrei Tikhonov 37' Andrej Kantsjelskis 58' Vladimir Bestsjastnych 78' Valeri Karpin |

### Vierde ontmoeting
| Rusland                                                    | 3 – 0 | Luxemburg |
| Valeri Kechinov 20' Sergei Grishin 55' Igor Simutenkov 58' | goals |           |

### Vijfde ontmoeting
| Rusland                                                | 3 – 0 | Luxemburg |
| Maxim Buznikin 19' Dmitri Chochlov 57' Jegor Titov 90' | goals |           |

### Zesde ontmoeting
| Luxemburg           | 1 – 2 | Rusland                                |
| Sacha Schneider 49' | goals | 16' Dmitri Alenitsjev 76' Sergej Semak |

### Zevende ontmoeting
| Luxemburg | 0 – 4 | Rusland                                                                      |
|           | goals | 56' Dmitri Sytsjov 62' Andrej Arsjavin 69' Dmitri Sytsjov 86' Dmitri Sytsjov |

### Achtste ontmoeting
| Rusland | 5 – 1 | Luxemburg                |
| Marat Izmailov 7' Aleksandr Kerzjakov 18' Roman Pavljoetsjenko 65' Dmitriy Kirichenko 75' Dmitriy Kirichenko 90' | goals | 52' (pen.) Claude Reiter |

### Negende ontmoeting
| Rusland                                                                                     | 4 – 1 | Luxemburg            |
| Aleksandr Kokorin 60' Aleksandr Kokorin 36' Aleksandr Kerzjakov 75' Aleksandr Samedov 90+1' | goals | 90' Aurélien Joachim |

### Tiende ontmoeting
| Luxemburg | 0 – 4 | Rusland                                                                                 |
|           | goals | 10' Aleksandr Samedov 39' Viktor Fajzoelin 45' Denis Gloesjakov 73' Aleksandr Kerzjakov |